# Дом Пороховщикова
Дом Пороховщико́ва — особняк в центре Москвы, по адресу: Староконюшенный переулок, д. 36. Построен в 1871—1872 годах для российского предпринимателя и мецената А. А. Пороховщикова, владельца гостиницы «Славянский базар» и одноимённого ресторана. Здание, построенное на древнем фундаменте из дерева, удачно синтезировало приёмы национальной архитектурной традиции. Сложенный из толстых брёвен, украшенный резными наличниками, карнизами и подзорами, особняк сочетает крупные объёмы и не лишённый живописности облик. Проект дома в 1873 году получил премию на Всемирной выставке в Вене. 
Объект культурного наследия федерального значения. В 2012 году в этом доме Ирина Пороховщикова, жена А. Ш. Пороховщикова, покончила жизнь самоубийством.

## История
Особняк был выстроен А. А. Пороховщиковым в том же владении (ул. Арбат, 25), что и принадлежавший ему же доходный дом, но в отличие от последнего выходил фасадом не на Арбат, а в Староконюшенный переулок. Архитекторами постройки стали Д. Люшин и А. Л. Гун (по другим данным — архитектор А. С. Каминский). Резьбу на фасадах дома исполнил резчик И. А. Колпаков. Первым съёмщиком помещений в здании был электротехник В. Н. Чиколев, разместивший тут агентство по продаже швейных машин собственного производства. С 1875 по 1878 годы в здании помещались редакции изданий «Газета А. Гатцука» и «Календарь».
В 1880-х годах в особняке размещается «Общество воспитательниц и учительниц с бесплатной школой коллективных уроков по естествознанию и математике, иностранным языкам, пению», здесь читали лекции физиолог И. М. Сеченов, зоолог М. А. Мензбир, энтомолог К. Э. Линдеман. 5 марта 1880 здесь на средства меценатов открыта женская Воскресная школа, библиотека и педагогический музей. Здесь жил философ Сергей Николаевич Трубецкой. С конца 1890-х годов здание передано под жильё для состоятельных людей.
В советское время, в 1980-х годах, в доме Пороховщикова располагалось Киевское районное отделение ВООПиК города Москвы, Совет ветеранов 77-й Гвардейской дивизии народного ополчения Киевского района с музеем, филиал библиотеки имени Н. А. Добролюбова.

## Реставрация, современное состояние
К концу XX века здание обветшало и в связи с отсутствием должного ухода фактически пришло в аварийное состояние.
В 1995 году дом был передан в долгосрочную аренду (сроком на 49 лет) актёру А. Ш. Пороховщикову, правнуку А. А. Пороховщикова, и внуку его тёзки А. А. Пороховщикова, известного российского, а позже советского киноактёра. Актёр собирался создать здесь музей Пороховщиковых. Половина участка, примыкающего к зданию, была использована для строительства современного клубного жилого дома на 6 квартир, примыкающего к дому Пороховщикова сзади. В 2004 году была закончена реставрация самого исторического здания. 
По состоянию на 2009 год в здании размещались ресторан, бильярдный зал, а также частные апартаменты. 
В 2012 году супруги Пороховщиковы друг за другом ушли из жизни, 10 марта 2012 года в доме на 50-м году жизни повесилась Ирина Пороховщикова (Жукова) — внучатая племянница маршала Г. К. Жукова и жена актера А. Ш. Пороховщикова. Она была обнаружена повешенной в доме на шнуре от электрического удлинителя около 1:00 ночи. Рядом с телом лежала записка, в которой она просила никого не винить в её смерти.  Александр Пороховщиков скончался от внезапной остановки сердца в ночь на 15 апреля 2012 года на 74-м году жизни в московской больнице. Причиной смерти артиста стала болезнь сердца, вызванная сахарным диабетом. 
Дом остаётся[когда?] в собственности города, пустует, заперт, охраняется ЧОПом. Началось[когда?] обрушение недавно отреставрированного резного декора. Дальнейшие планы Департамента имущества неизвестны. В июле 2016 года приказом Департамента культурного наследия города Москвы утверждено охранное обязательство собственника или иного законного владельца ОКН.